# Anachipteria grandis
Anachipteria grandis är en kvalsterart som beskrevs av Aoki 1961. Anachipteria grandis ingår i släktet Anachipteria och familjen Achipteriidae. Inga underarter finns listade i Catalogue of Life.